# Minneapolis
Minneapolis (phát âm: /ˌmɪni'æpəlɪs/) là thành phố lớn nhất ở tiểu bang Minnesota và là thủ phủ của quận Hennepin. Thành phố nằm cả trên hai bờ của sông Mississippi, chỉ một chút về phía bắc nơi sông này gặp sông Minnesota, và giáp với thành phố Saint Paul, thủ phủ của tiểu bang. Được biết như là Thành phố đôi (Twin Cities), hai thành phố này tạo thành phần chính của Minneapolis-St. Paul, khu đô thị lớn thứ 14 trên toàn Hoa Kỳ, với khoảng 3.5 triệu người.
Từng là một trung tâm của ngành khai thác gỗ và xay bột mỳ, Minneapolis là khu đô thị chính trong khu vực đồng bằng trải từ Chicago, Illinois đến Seattle, Washington. Cộng đồng này có một truyền thống khá tiến bộ về mặt an sinh xã hội và các hoạt động từ thiện.
Cái tên Minneapolis được đặt theo người hiệu trưởng trường học đầu tiên ở thành phố này, người ghép từ Minnehaha và mni, trong tiếng Dakota nghĩa là nước, và polis, tiếng Hy Lạp nghĩa là thành phố. Biệt danh thường gọi của Minneapolis là Thành phố các hồ và Thành phố cối xay gió (City of Lakes và Mill City).

## Lịch sử

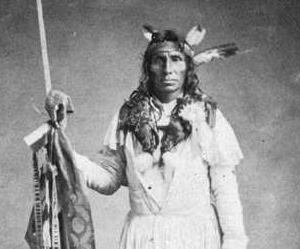
Taoyateduta was among the 121 Sioux leaders who from 1837–1851 ceded what is now Minneapolis.

Những người Dakota Sioux là cư dân duy nhất của khu vực này cho đến khi những người thám hiểm đến từ Pháp vào năm 1680. Gần đó là đồn Snelling, xây dựng năm 1819 bởi Quân đội Hoa Kỳ đã làm thúc đẩy sự phát triển kinh tế của khu vực. Nhiều hoàn cảnh đã ép buộc nhóm người Dakota Mdewakanton bán đất, và cho phép những người từ phía đông đến định cư ở đây. Luật Lãnh thổ Minnesota đã cho phép thiết lập Minneapolis như là một thị trấn ở bờ tây của sông Mississippi vào năm 1856. Minneapolis được xem như là một thành phố vào năm 1867, năm bắt đầu tuyến xe lửa giữa Minneapolis và Chicago, và nối với bờ đông của thành phố St. Anthony vào năm 1872.

Khuân vác bột mì, Pillsbury 1939

Minneapolis phát triển xung quanh thác nước Saint Anthony, là thác nước duy nhất trên sông Mississippi. Những người thợ xay đã biết sử dụng sức nước từ thế kỉ 1 TCN, nhưng kết quả ở Minneapolis giữa những năm 1880 đến 1930 là đáng kể đến mức mà thành phố này đã được miêu tả như là "trung tâm sử dụng sức nước trực tiếp lớn nhất trên thế giới." Trong những năm ban đầu, các khu rừng ở phía bắc Minnesota là nguồn của ngành khai thác gỗ sử dụng mười bảy nhà máy cưa bằng sức nước từ thác nước. Đến năm 1871, bờ tây của thành phố đã có 23 doanh nghiệp bao gồm nhà máy xay bột, nhà máy len, xưởng rèn, một quán bán máy xe lửa và các nhà máy sợi, giấy, xử lý gỗ v.v.. 
Những người nông dân của Đồng bằng Lớn trồng ngũ cốc rồi được chở bằng xe lửa đến 34 nhà máy xay bột của thành phố nơi Pillsbury và General Mills trở thành nơi chế biến. Đến năm 1905 Minneapolis xuất đi khoảng 10% bột mỳ của toàn quốc và grist. Ở thời điểm sản lượng sản xuất cao nhất, một nhà máy xay bột ở Washburn-Crosby có thể xay đủ bột cho 12 triệu ổ bánh mì hàng ngày.
Minneapolis đã có nhiều thay đổi lớn để cải thiện các phân biệt đối xử từ năm 1886 khi Martha Ripley thành lập Bệnh viện phụ sản cho cả các bà mẹ có gia đình và các bà mẹ độc thân.

## Địa lý và khí hậu

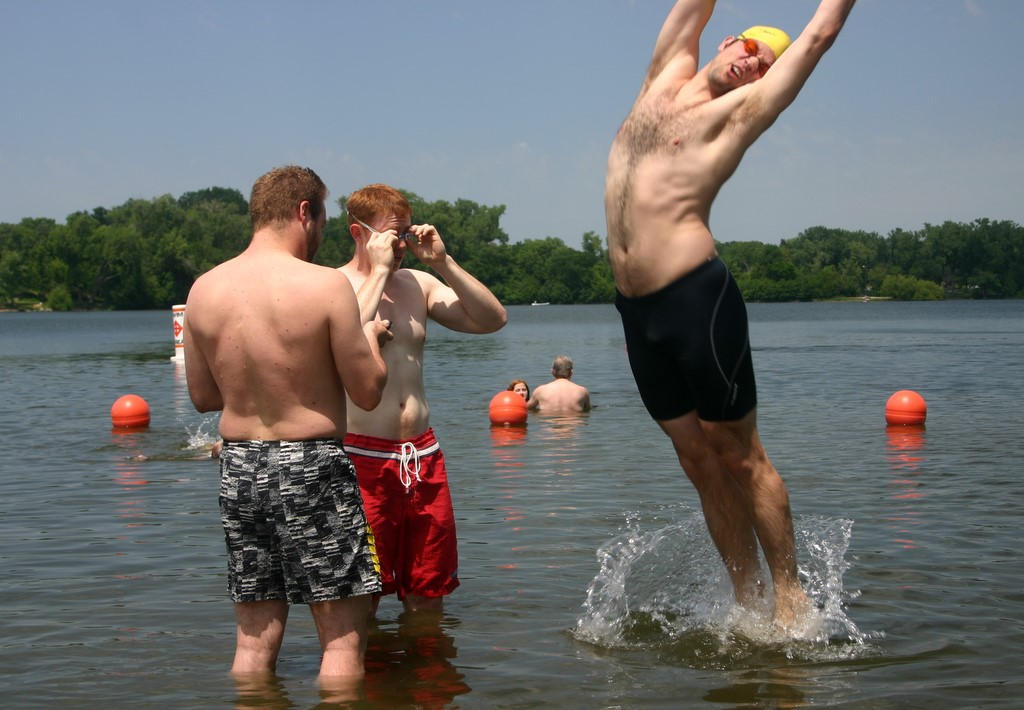
Bơi lội ở hồ Cedar vào mùa hè

Lịch sử và sự phát triển của Minneapolis gắn liền với nước, đặc điểm vật lý làm nên thành phố, được đổ xuống vùng này từ kỉ băng hà cuối cùng. Được cung cấp bởi các tảng băng đang lùi dần và hồ Agassiz mười ngàn năm về trước, dòng nước từ sông băng cắt ngang Mississippi và lòng sông Minnehaha, tạo nên các thác nước quan trọng với Minneapolis hiện đại. Nằm trên một artesian aquifer và địa hình bằng phẳng, Minneapolis có tổng diện tích 58.4 mi² (151.3 km²) và trong đó có 6% là nước. Nước được lưu chuyển bởi watershed districts tương ứng với Mississippi và ba suối lớn của thành phố.

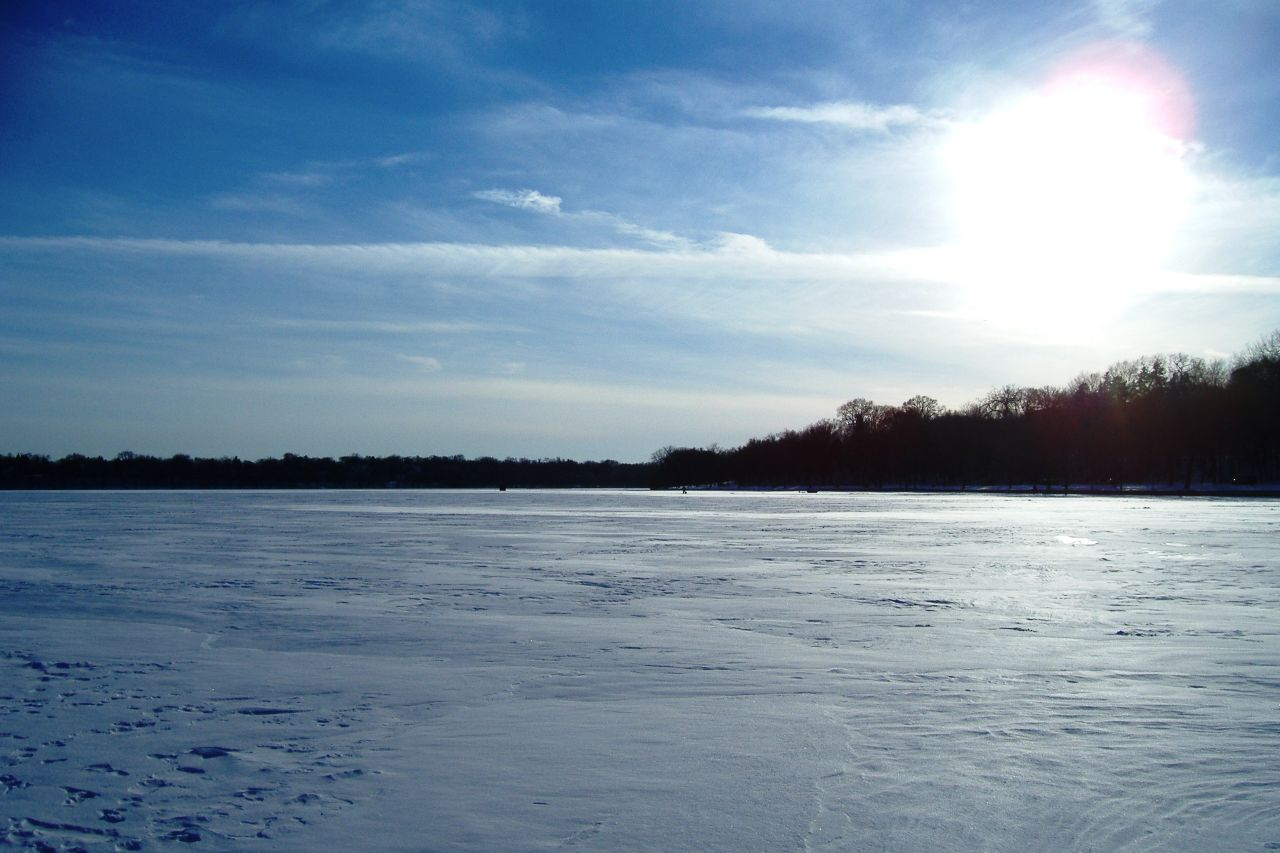
Lake Harriet frozen in winter

Trung tâm thành phố chỉ hơi về phía nam của vĩ độ 45° N. Điểm thấp nhất của thành phố là 686 ft (209 m) gần nơi suối Minnehaha gặp sông Mississippi. Địa điểm của Tháp nước trong công viên Prospect thường được xem là nơi cao nhất của thành phố  và một tấm biển ở công viên Deming Heights ký hiệu điểm cao nhất, nhưng một điểm ở độ cao 974 ft (296.8 m) gần công viên Waite Park ở đông bắc Minneapolis được phần mềm Google Earth cho là nền cao nhất.
Khí hậu của Minneapolis là kiểu khí hậu Trung tây thượng của Hoa Kỳ. Mùa đông hết sức lạnh lẽo và khô, trong khi mùa hè thì ấm, đôi khi nóng, và thường ẩm ướt. Thành phố có đủ các loại hình thời tiết, bao gồm cả tuyết, đóng băng mỏng, băng, mưa, giông, lốc xoáy, và sương mù. Nhiệt độ cao nhất ghi lại được ở Minneapolis là 108 °F (42.2 °C) vào tháng 7 năm 1936, và nhiệt độ lạnh nhất ghi lại được là -41 °F (-40.6 °C), vào tháng 1 năm 1888. Mùa đông nhiều tuyết nhất là 1983–84, với lượng tuyết rơi là 98.4 in (2.5 m).
Vì nằm ở phía bắc của Hoa Kỳ và không có một khối lượng nước lớn để điều hòa khí hậu, Minneapolis thường bị ảnh hưởng của các khối khí lạnh vùng cực trong suốt các tháng mùa đông. Nhiệt độ trung bình hằng năm là 45.4 °F (7 °C) làm cho Minneapolis–St.Paul là khu vực đô thị lạnh lẽo nhất tính theo nhiệt độ trung bình hằng năm của bất kì khu đô thị nào trong lục địa Hoa Kỳ
| Nhiệt độ thông thường hàng tháng và nhiệt độ kỷ lục | Nhiệt độ thông thường hàng tháng và nhiệt độ kỷ lục | Nhiệt độ thông thường hàng tháng và nhiệt độ kỷ lục | Nhiệt độ thông thường hàng tháng và nhiệt độ kỷ lục | Nhiệt độ thông thường hàng tháng và nhiệt độ kỷ lục | Nhiệt độ thông thường hàng tháng và nhiệt độ kỷ lục | Nhiệt độ thông thường hàng tháng và nhiệt độ kỷ lục | Nhiệt độ thông thường hàng tháng và nhiệt độ kỷ lục | Nhiệt độ thông thường hàng tháng và nhiệt độ kỷ lục | Nhiệt độ thông thường hàng tháng và nhiệt độ kỷ lục | Nhiệt độ thông thường hàng tháng và nhiệt độ kỷ lục | Nhiệt độ thông thường hàng tháng và nhiệt độ kỷ lục | Nhiệt độ thông thường hàng tháng và nhiệt độ kỷ lục | Nhiệt độ thông thường hàng tháng và nhiệt độ kỷ lục | Nhiệt độ thông thường hàng tháng và nhiệt độ kỷ lục | Nhiệt độ thông thường hàng tháng và nhiệt độ kỷ lục | Nhiệt độ thông thường hàng tháng và nhiệt độ kỷ lục | Nhiệt độ thông thường hàng tháng và nhiệt độ kỷ lục | Nhiệt độ thông thường hàng tháng và nhiệt độ kỷ lục | Nhiệt độ thông thường hàng tháng và nhiệt độ kỷ lục | Nhiệt độ thông thường hàng tháng và nhiệt độ kỷ lục | Nhiệt độ thông thường hàng tháng và nhiệt độ kỷ lục | Nhiệt độ thông thường hàng tháng và nhiệt độ kỷ lục | Nhiệt độ thông thường hàng tháng và nhiệt độ kỷ lục | Nhiệt độ thông thường hàng tháng và nhiệt độ kỷ lục | Nhiệt độ thông thường hàng tháng và nhiệt độ kỷ lục |
| °Fahrenheit                                         | °Fahrenheit                                         | °Fahrenheit                                         | °Fahrenheit                                         | °Fahrenheit                                         | °Fahrenheit                                         | °Fahrenheit                                         | °Fahrenheit                                         | °Fahrenheit                                         | °Fahrenheit                                         | °Fahrenheit                                         | °Fahrenheit                                         | °Fahrenheit                                         | °Celsius                                            | °Celsius                                            | °Celsius                                            | °Celsius                                            | °Celsius                                            | °Celsius                                            | °Celsius                                            | °Celsius                                            | °Celsius                                            | °Celsius                                            | °Celsius                                            | °Celsius                                            | °Celsius                                            |
|                                                     | 1                                                   | 2                                                   | 3                                                   | 4                                                   | 5                                                   | 6                                                   | 7                                                   | 8                                                   | 9                                                   | 10                                                  | 11                                                  | 12                                                  |                                                     | 1                                                   | 2                                                   | 3                                                   | 4                                                   | 5                                                   | 6                                                   | 7                                                   | 8                                                   | 9                                                   | 10                                                  | 11                                                  | 12                                                  |
| --------------------------------------------------- | --------------------------------------------------- | --------------------------------------------------- | --------------------------------------------------- | --------------------------------------------------- | --------------------------------------------------- | --------------------------------------------------- | --------------------------------------------------- | --------------------------------------------------- | --------------------------------------------------- | --------------------------------------------------- | --------------------------------------------------- | --------------------------------------------------- | --------------------------------------------------- | --------------------------------------------------- | --------------------------------------------------- | --------------------------------------------------- | --------------------------------------------------- | --------------------------------------------------- | --------------------------------------------------- | --------------------------------------------------- | --------------------------------------------------- | --------------------------------------------------- | --------------------------------------------------- | --------------------------------------------------- | --------------------------------------------------- |
| Cao kỉ lục                                          | 58                                                  | 61                                                  | 83                                                  | 95                                                  | 96                                                  | 102                                                 | 105                                                 | 102                                                 | 98                                                  | 90                                                  | 77                                                  | 68                                                  | Cao kỉ lục                                          | 14                                                  | 16                                                  | 28                                                  | 35                                                  | 36                                                  | 39                                                  | 41                                                  | 39                                                  | 37                                                  | 32                                                  | 25                                                  | 20                                                  |
| Cao thường                                          | 22                                                  | 28                                                  | 41                                                  | 57                                                  | 70                                                  | 79                                                  | 83                                                  | 80                                                  | 71                                                  | 58                                                  | 40                                                  | 26                                                  | Cao thường                                          | -6                                                  | -2                                                  | 5                                                   | 14                                                  | 21                                                  | 26                                                  | 28                                                  | 27                                                  | 22                                                  | 14                                                  | 4                                                   | -3                                                  |
| Thấp thường                                         | 4                                                   | 12                                                  | 24                                                  | 36                                                  | 49                                                  | 58                                                  | 63                                                  | 61                                                  | 51                                                  | 39                                                  | 25                                                  | 11                                                  | Thấp thường                                         | -16                                                 | -11                                                 | -4                                                  | 2                                                   | 9                                                   | 14                                                  | 17                                                  | 16                                                  | 11                                                  | 4                                                   | -4                                                  | -7                                                  |
| Thấp kỉ lục                                         | -34                                                 | -32                                                 | -32                                                 | 2                                                   | 18                                                  | 34                                                  | 43                                                  | 39                                                  | 26                                                  | 13                                                  | -17                                                 | -29                                                 | Thấp kỉ lục                                         | -37                                                 | -36                                                 | -36                                                 | -17                                                 | -8                                                  | 1                                                   | 6                                                   | 4                                                   | -3                                                  | -11                                                 | -27                                                 | -34                                                 |
| Mưa (in)                                            | 1                                                   | 1                                                   | 2                                                   | 2                                                   | 3                                                   | 4                                                   | 4                                                   | 4                                                   | 3                                                   | 2                                                   | 2                                                   | 1                                                   | Mưa (mm)                                            | 26                                                  | 20                                                  | 47                                                  | 59                                                  | 82                                                  | 110                                                 | 103                                                 | 103                                                 | 68                                                  | 54                                                  | 49                                                  | 25                                                  |

## Dân số

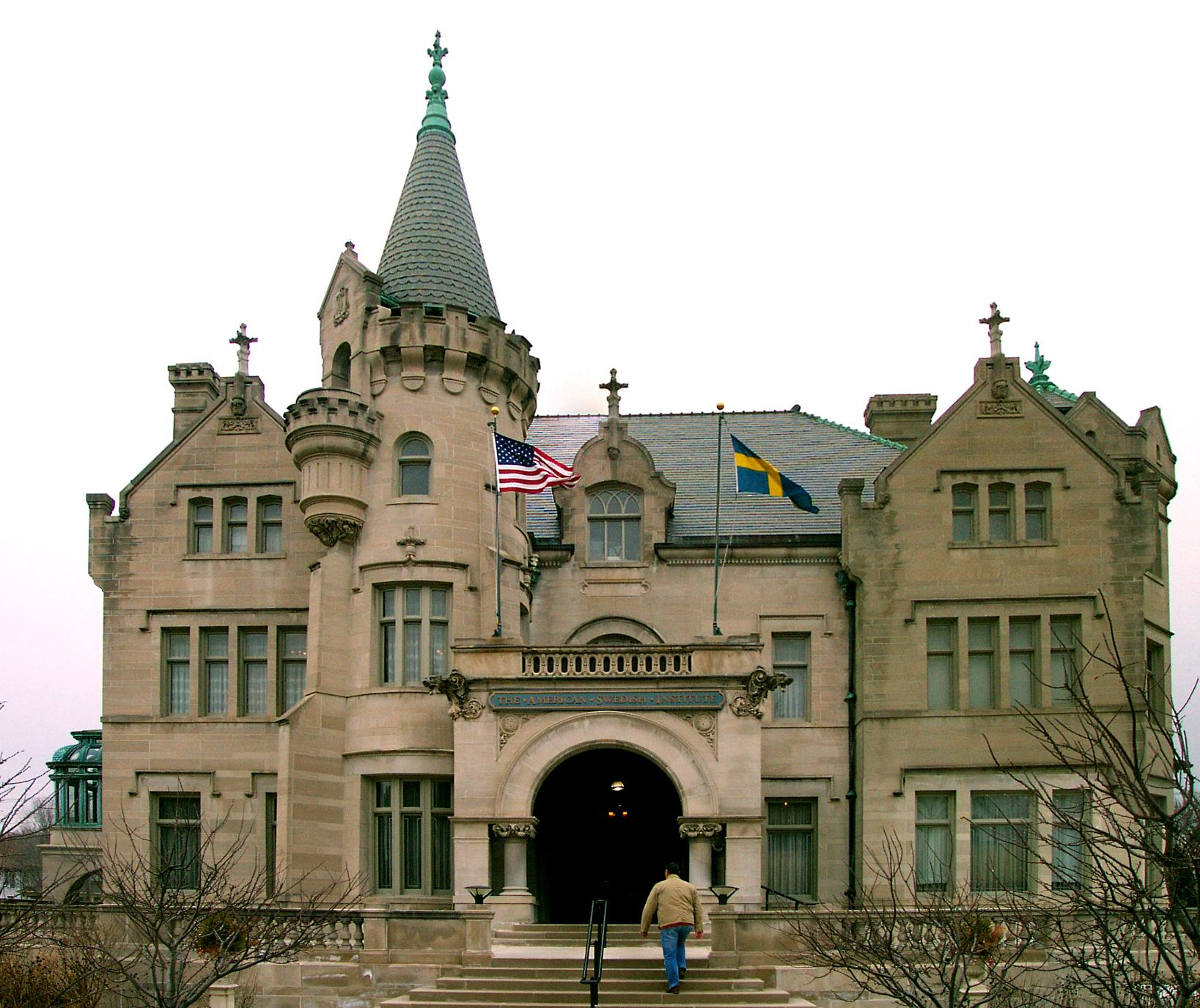
American Swedish Institute. Immigrants from Scandinavia arrived beginning in the 1860s.

Trong những năm của thập kỉ 1850 và 1860, những người nhập cư mới đến Minneapolis từ New England và New York, trong giữa thập kỉ 1860, người Scandinavian đến từ Thụy Điển, Na Uy, và Đan Mạch bắt đầu gọi thành phố này là nhà. Sau này, những người nhập cư đến từ Đức, Ý, Hy Lạp, và Ba Lan, và từ phía đông và nam châu Âu. Người Do Thái từ Nga và Đông Âu chủ yếu là định cư ở phía bắc của thành phố trước khi di chuyển với số lượng lớn về các khu phía tây thành phố vào những năm thập kỉ 1950 và 1960. Người châu Á đến từ Trung Quốc, Philippines, Nhật, và Triều Tiên. Hai nhóm đến trong khi các chương trình tái định cư của chính phủ Mỹ, người Nhật trong những năm 1940, và người Mỹ bản xứ trong những năm 1950. Từ năm 1970 trở đi, những người châu Á đến từ Việt Nam, Lào, Campuchia, và Thái Lan. Bắt đầu thập niên 1990, một lượng lớn người Latino di dân đến, cùng với những người tỵ nạn từ châu Phi, đặc biệt là từ Somalia.
| U.S. Census Population Estimates | U.S. Census Population Estimates | U.S. Census Population Estimates | U.S. Census Population Estimates | U.S. Census Population Estimates | U.S. Census Population Estimates | U.S. Census Population Estimates | U.S. Census Population Estimates | U.S. Census Population Estimates | U.S. Census Population Estimates | U.S. Census Population Estimates | U.S. Census Population Estimates | U.S. Census Population Estimates | U.S. Census Population Estimates | U.S. Census Population Estimates | U.S. Census Population Estimates | U.S. Census Population Estimates |
| -------------------------------- | -------------------------------- | -------------------------------- | -------------------------------- | -------------------------------- | -------------------------------- | -------------------------------- | -------------------------------- | -------------------------------- | -------------------------------- | -------------------------------- | -------------------------------- | -------------------------------- | -------------------------------- | -------------------------------- | -------------------------------- | -------------------------------- |
| Năm                              | 1860                             | 1870                             | 1880                             | 1890                             | 1900                             | 1910                             | 1920                             | 1930                             | 1940                             | 1950                             | 1960                             | 1970                             | 1980                             | 1990                             | 2000                             | 2005                             |
| Population                       | 3.000                            | 13.000                           | 46.887                           | 164.738                          | 202.718                          | 301.408                          | 380.582                          | 464.356                          | 492.370                          | 521.718                          | 482.872                          | 434.400                          | 370.951                          | 368.383                          | 382.618                          | 372.811                          |
| U.S. Rank                        | -                                | -                                | 38                               | 18                               | 19                               | 18                               | 18                               | 15                               | 16                               | 17                               | 25                               | 32                               | 34                               | 42                               | -                                | -                                |

## Kinh tế
Minneapolis là trung tâm kinh tế lớn thứ hai ở miền Trung Tây, phía sau Chicago. Nền kinh tế của Minneapolis ngày nay dựa trên các dịch vụ thương mại, tài chính, đường sắt và vận tải đường bộ, chăm sóc sức khỏe và công nghiệp. Các thành phần nhỏ hơn là xuất bản, xay xát, chế biến thực phẩm, nghệ thuật đồ họa, bảo hiểm, giáo dục và công nghệ cao. Công nghiệp sản xuất các sản phẩm kim loại và ô tô, sản phẩm hóa chất và nông nghiệp, điện tử, máy tính, dụng cụ và thiết bị y tế chính xác, nhựa và máy móc. [96] Thành phố cùng một lúc sản xuất nông cụ.
Five Fortune 500 corporations đã đặt trụ sở của họ trong phạm vi thành phố Minneapolis: Mục tiêu, Bancorp Hoa Kỳ, Năng lượng Xcel, Tài chính Ameriprise và Tài chính Thrivent. Tính đến năm 2015, các nhà tuyển dụng lớn nhất thành phố là Target, Wells Fargo, HCMC, Quận Hennepin, Ameriprise, US Bancorp, Xcel Energy, Thành phố Minneapolis, Quản lý tài sản RBC, Star Tribune, Công ty giáo dục Capella, Thrivent, CenturyLink, ABM Industries và Ngân hàng Dự trữ Liên bang Minneapolis.
Các công ty nước ngoài có văn phòng tại Minneapolis bao gồm Accenture, Bellisio Foods (nay là một phần của Charoen Pokphand Foods), Canada Pacific, Coloplast, RBC, [102] và Voya Financial.
Tính sẵn có của Wi-Fi, giải pháp vận chuyển, thử nghiệm y tế, nghiên cứu đại học và chi phí phát triển, bằng cấp cao hơn do lực lượng lao động tổ chức và bảo tồn năng lượng cao hơn mức trung bình quốc gia trong năm 2005, Khoa học phổ biến đặt tên Minneapolis là "Thành phố công nghệ hàng đầu" ở Mỹ Twin Cities được xếp hạng là thành phố tốt thứ hai của nước này trong cuộc thăm dò ý kiến của Smart Kiplinger về Smart Places to Live và Minneapolis là một trong bảy thành phố tuyệt vời cho các chuyên gia trẻ.
Thành phố Twin Cities đóng góp 63,8% tổng sản phẩm quốc gia của Minnesota. Được đo bằng tổng sản phẩm đô thị cho mỗi cư dân ($ 62,054), Minneapolis là thành phố giàu thứ mười lăm ở Hoa Kỳ Tổng sản phẩm đô thị của đô thị trị giá 199,6 tỷ đô la và thu nhập cá nhân bình quân đầu người thứ mười ba ở Hoa Kỳ Phục hồi từ cuộc suy thoái của quốc gia vào năm 2000, thu nhập cá nhân tăng 3,8% trong năm 2005, mặc dù nó nằm sau mức trung bình toàn quốc là 5%. Thành phố trở lại làm việc cao điểm trong quý IV năm đó.

Ngân hàng Dự trữ Liên bang Minneapolis phục vụ Minnesota, Montana, Bắc và Nam Dakota, và một phần của Wisconsin và Michigan. Là ngân hàng nhỏ nhất trong số 12 ngân hàng khu vực trong Hệ thống Dự trữ Liên bang, nó hoạt động một hệ thống thanh toán toàn quốc, giám sát các ngân hàng thành viên và các công ty nắm giữ ngân hàng, và phục vụ như một chủ ngân hàng cho Kho bạc Hoa Kỳ. Sàn giao dịch hạt ngũ cốc Minneapolis, được thành lập vào năm 1881, vẫn nằm gần bờ sông và là nơi trao đổi duy nhất cho tương lai lúa mì mùa xuân và các tùy chọn cứng.

## Nghệ thuật

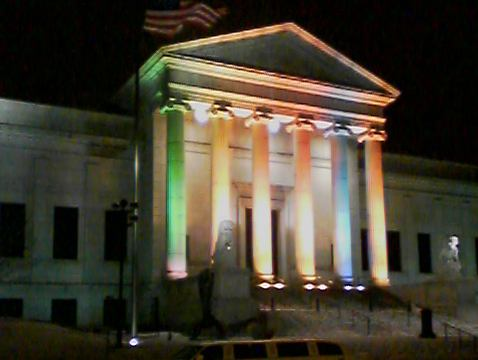
Minneapolis Institute of Arts

## Chính phủ

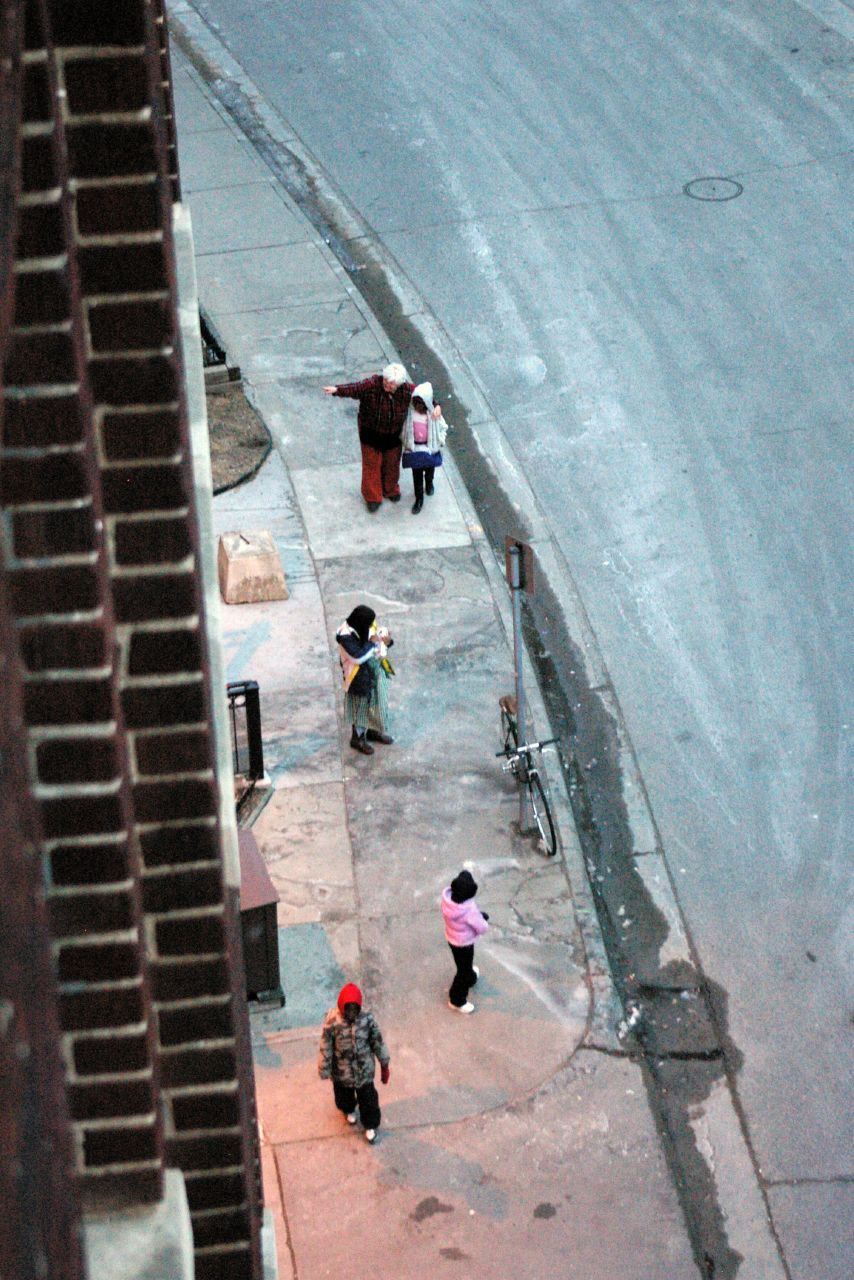
Loring Park, one of the eighty one neighborhoods of Minneapolis

## Giao thông

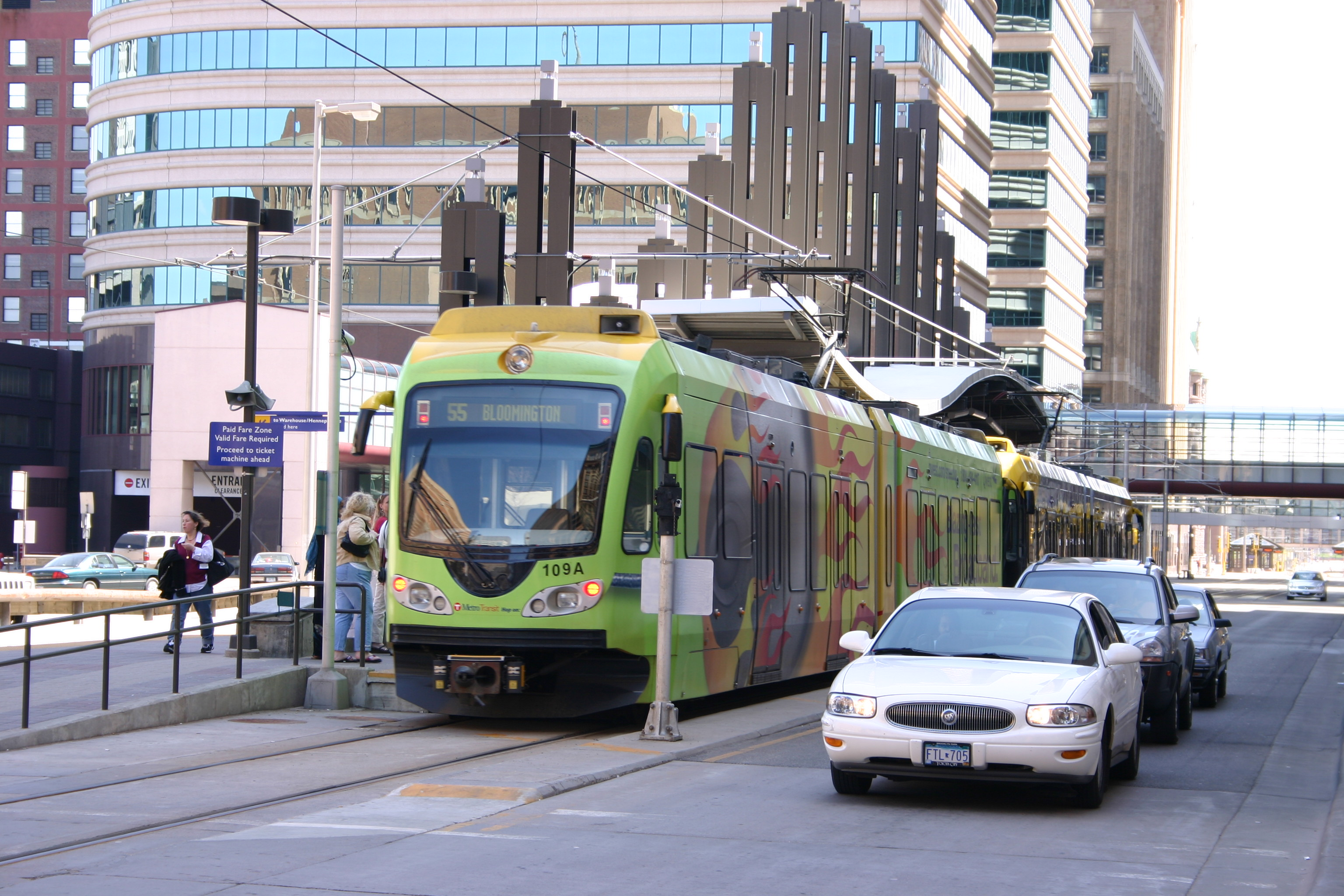
Hiawatha Line LRT, Nicollet Mall station on Fifth Street

## Thành phố kết nghĩa
| - Eldoret (Kenya) từ năm 2000 - Harbin (Cộng hòa Nhân dân Trung Hoa) từ 1992 - Ibaraki (Nhật) since 1980 - Kuopio (Phần Lan) since 1972 | - Novosibirsk (Nga) since 1988 - Santiago (Chile) since 1961 - Tours (Pháp) since 1991 - Uppsala (Thụy Điển) since 2000 |

And informal connections with:
- Hiroshima (Nhật Bản)

- Kampala (Uganda)